# Gödelövs landskommun
Gödelövs landskommun var en tidigare kommun i dåvarande Malmöhus län.

## Administrativ historik
Kommunen bildades i Gödelövs socken i Torna härad i Skåne när 1862 års kommunalförordningar trädde i kraft.
Vid kommunreformen 1952 uppgick kommunen i Genarps landskommun som 1974 uppgick i Lunds kommun.